# Irving Fields
Pour les articles homonymes, voir Fields.
Irving Fields, né le 4 août 1915 à New York (État de New York) et mort le 20 août 2016 dans la même ville, est un pianiste américain.

## Biographie
Irving Fields est né le 4 août 1915 à New York.
Parmi les chansons qu'il a composées, on retrouve Miami Beach Rhumba, Managua, Nicaragua et Chantez, Chantez, reprise par Dinah Shore dans les années 1940.
Il est aussi connu pour sa série d'albums ...and bongos, principalement Bagels and Bongos où il alliait l'héritage musical juif à des rythmes latins, et qui s'est vendu à deux millions d'exemplaires depuis sa sortie en 1959, mais aussi Bikinis and Bongos (musique hawaiienne) ou Pizzas and Bongos (inspiré par l'Italie).
Malgré son âge avancé, Irving Fields continue à se produire en spectacle.
Irving Fields meurt le 20 août 2016 à l'âge de 101 ans chez lui dans l'arrondissement new-yorkais de Manhattan.

## Discographie
- The Fabulous Fingers, Fiesta FLP-1228
- Plays Irving Berlin in Fabulous Hi-Fi, Tops L1562
- At the Latin Quarter, 20th Century Fox 1010
- Broadway Hits in Hi-Fi, ABC-Paramount ABC-154
- At the Saint Moritz, ABC-Paramount ABC-187
- More Bagels and Bongos, Decca DL-74114
- Pizzas and Bongos, Decca DL-74175
- Champagne and Bongos, Decca DL-74238
- Bikinis and Bongos, Decca DL-74323
- Bagels and Bongos, Decca DL-78856
- Irving Fields and his Trio at the Emerald Room, Decca DL-78901
- Latin Dance Date, RCA Camden CAL-350
- Melody Cruise to Vienna, Oceanic OCP 515
- 50 Songs You'll Always Love, SMI 6
- Twistin' (reissued 2010)